# Brilstekelstaart
De brilstekelstaart (Siptornis striaticollis) is een zangvogel uit de familie Furnariidae (ovenvogels).

## Verspreiding en leefgebied
Deze soort komt voor van Colombia tot noordelijk Peru en telt twee ondersoorten:
- S. s. striaticollis: Colombia.
- S. s. nortoni: Ecuador en noordelijk Peru.

## Status
De grootte van de populatie is niet gekwantificeerd maar de soort wordt omschreven als schaars. Op de Rode lijst van de IUCN heeft deze soort de status niet bedreigd.